# درندان
درندان، روستایی در دهستان بم‌پشت بخش بم‌پشت شهرستان سراوان در استان سیستان و بلوچستان ایران است. و یکی از آدم های تحصیل کرده و موفق این روستا جناب آقای مهندس رضا آسکانی می باشد 
یک نکته مهم درباره این روستا سردترین و مرتفع ترین روستای بم پشت و شهرستان سراوان می‌باشد که در فصل تابستان بدون کولر و پنکه هم هوای خنکی دارد  

## جمعیت
بر پایه سرشماری عمومی نفوس و مسکن در سال ۱۳۹۵، جمعیت این روستا برابر با ۱۱۰ نفر (۳۱ خانوار) بوده‌است.